# Хисамура, Эйко
Эйко Хисамура (яп. 久村 栄子 Хисамура Эйко; девичья фамилия Эйко Ямада (яп. 山田 栄子, Ямада Эйко), род. 13 июня 1954, Иокогама, префектура Канагава, Япония) — ветеран сэйю и актриса театра. Хисамура работала под своей девичьей фамилией до замужества и долгое время после этого, таким образом её девичью фамилию всё ещё часто используют даже фанаты. Даже сейчас многие фанаты Хисамуры не знают, что она сменила фамилию. В настоящее время она — фрилансер, не нанятый ни одной фирмой талантов, хотя раньше она работала в «Aoni Production».
Хисамура озвучила много персонажей в серии аниме «Мировой Театр Шедевров» производства Nippon Animation, включая Энн из «Anne of Green Gables» и Джо из «Ai no Wakakusa Monogatari».

## Роли

### Аниме
- Три Мушкетёра — Арамис
- Bikkuriman — Родзин Гуд, Синтэй Гуд
- Biriken — Гарикэн
- Biriken Nan demo Shoukai — Гарикэн
- Boukensha — Королева Изабель
- Captain Tsubasa — Таро Мисаки в детстве, Каори Мацумото, Юдзо Морисаки
- City Hunter — Ая (эп.40)
- DNA^2 — Охару
- Cybot Robotchi — Сатико
- Dragon Ball — Май
- Fang of the Sun Dougram — Канари Донетт
- Game Center Arashi — Сатори Даймондзи
- Ganbare, Kikka-zu! — Хикару Уэсуги
- Ginga: Nagareboshi Gin — Гин
- Ginga Sengoku Gunyūden Rai — Родзин
- Ginga Shippuu Sraiger — Пэтит Родзи
- Highschool! Kimen-gumi — Мэй Ундо
- Igano Kabamaru — Ран Окубо, Сюппу в детстве
- The Kabocha Wine — Кодзуэ
- Lady Georgie — Абель Батман в детстве, Джессика
- Mīmu Iroiro Yume no Tabi — Сатору
- Nagakutsu o Haita Neko no Bōken — Ханс
- Kaibutsu-kun — Дэмокин
- Ninja Hattori-kun — Кагэтиё
- Ninja Senshi Tobikage — Сяруму Бэйкер
- Oyoneko Būnyan — Марон Курикодзи
- Parasol Henbē — Канбэ
- Ranma ½ — Цубаса Курэнай
- Robotan — Кан-тян
- Six God Combination Godmars — Намида Акаси
- Space Runaway Ideon — Банда Ротта
- Tetsujin 28-go — Сётаро Канэда
- Those Who Hunt Elves — Гарбэлла, гадалка
- Video Senshi Laserion — Сахара
- Wan Wan Sanjūshi — Королева Анна
- Серия Театр мировых шедевров:
  - Аня из Зелёных Крыш — Аня Ширли
  - Длинноногий дядюшка — Сэди
  - Маленький лорд Фаунтлерой — Джейн Хёрт
  - Маленькая принцесса Сара — Лавиния Герберт, Цезарь
  - Маленькие женщины 2: Нан и мисс Джо — Джо
  - Поллианна — Джимми Бин
  - Бездомная девочка Реми — Госпожа Миллиган
  - Семья певцов фон Трапп — Ивонна
  - Альпийская история: Моя Аннетт — Люсьен Морель
  - Маленькие женщины — Джозефина Марч (Джо)
  - Konnichiwa Anne: Before Green Gables — Закадровый голос